# Suzuki MotoGP
Suzuki MotoGP ist Suzukis Werksteam in der MotoGP-Klasse der Motorrad-Weltmeisterschaft. Es ist bereits seit 1974 in der FIM-Motorrad-WM vertreten und damit das mit Abstand am längsten aktive Team, wenn auch mit mehreren Unterbrechungen. Die Fahrer in der Saison 2022 waren Álex Rins und Joan Mir.
Das Team wurde seit dem Einstieg 1974 zweimal mit Barry Sheene (1976, 1977), sowie je einmal mit Marco Lucchinelli (1981), Franco Uncini (1982), Kevin Schwantz (1993), Kenny Roberts junior (2000) und Joan Mir (2020) Fahrerweltmeister in der Königsklasse – vor 2002 noch der 500-cm³-Klasse – der Motorrad-Weltmeisterschaft. Nach der Saison 2022 zog sich das Suzuki-Team aus Mangel an Zukunftsperspektiven aus der MotoGP zurück.

## MotoGP-Team-WM-Ergebnisse (seit 2002)
- 2002 – Vierter
- 2003 – Zehnter
- 2004 – Neunter
- 2005 – Achter
- 2006 – Fünfter
- 2007 – Dritter
- 2008 – Fünfter
- 2009 – Sechster
- 2010 – Sechster
- 2011 – Achter
- 2015 – Fünfter
- 2016 – Vierter
- 2017 – Sechster
- 2018 – Vierter
- 2019 – Fünfter
- 2020 – Weltmeister
- 2021 – Dritter
- 2022 – Sechster

## Grand-Prix-Siege
| Saison | Rennen |
| ------ | --- |
| 1975   | Niederlande Schweden |
| 1976   | Frankreich Osterreich Italien Niederlande Belgien Schweden Finnland Tschechoslowakei Deutschland                                    |
| 1977   | Venezuela Osterreich Deutschland Italien Frankreich Niederlande Belgien Schweden Vereinigtes Konigreich                             |
| 1978   | Venezuela Spanien 1945 Belgien Schweden Finnland Deutschland                                                                        |
| 1979   | Venezuela Deutschland Niederlande Belgien Schweden Finnland Frankreich                                                              |
| 1980   | Belgien Vereinigtes Konigreich Deutschland                                                                                          |
| 1981   | Osterreich Frankreich Jugoslawien Sozialistische Föderative Republik Niederlande Belgien San Marino Vereinigtes Konigreich Finnland |
| 1982   | Osterreich Deutschland Italien Niederlande Jugoslawien Sozialistische Föderative Republik Vereinigtes Konigreich                    |
| 1988   | Japan Deutschland |
| 1989   | Japan Osterreich Jugoslawien Sozialistische Föderative Republik Vereinigtes Konigreich Tschechoslowakei Brasilien                   |
| 1990   | Deutschland Osterreich Niederlande Frankreich Vereinigtes Konigreich                                                                |
| 1991   | Japan Deutschland Niederlande Vereinigtes Konigreich Frankreich                                                                     |
| 1992   | Italien |
| 1993   | Australien Spanien Osterreich Niederlande Spanien                                                                                   |
| 1994   | Japan Vereinigtes Konigreich |
| 1995   | Japan Deutschland |
| 1999   | Malaysia Japan Deutschland Argentinien                                                                                              |
| 2000   | Malaysia Spanien Katalonien Japan                                                                                                   |
| 2001   | Valencia |
| 2007   | Frankreich |
| 2016   | Vereinigtes Konigreich |
| 2019   | USA-Texas Vereinigtes Konigreich |
| 2020   | Aragonien Europa |
| 2022   | Australien Valencia |